# 東風柳州汽車
東風柳州汽車有限公司（中国語簡体字：东风柳州汽车有限公司、英: Dongfeng Liuzhou Motor Co., Ltd.、略称：DFLZ/DFLZM）は中国広西チワン族自治区柳州市に所在する合弁自動車製造会社である。中国では柳州(Liuzhou)を拼音でLiuqiと表記しているため、東風LiuqiやDongfeng Liuqiとも記載されている。
1954年に設立され、設立初期は水車ポンプを販売していた。1969年に自動車生産分野に参入。

## 歴史
（出典：東風柳州汽車有限公司70年の歴史、当代广西杂志社 当代広西 2019年17号-18号）
- 1954年10月6日 - 柳州農業機械廠として設立。
- 1957年1月 - 30-4-15型水車ポンプ初号機の試作が完了。
- 1969年9月30日 - 柳州機械廠[注 1]と共同で広西チワン族自治区で初のトラックの開発に成功する。柳江ブランドとして販売を開始。
- 1973年3月31日 - 広西チワン族自治区柳州汽車製造廠を設立。
- 1979年 - 中国初のディーゼルトラックの開発に成功。社名を柳州汽車製造工場に改名。
- 1981年2月17日 - 国家機械産業委員会の承認により東風汽車集団に参加。
- 1987年 - 自動車の総生産台数が5千台を突破。
- 1991年 - 新開発のキャブオーバー型トラックを乗龍汽車ブランドで販売を開始する。
- 1991年 - 柳州汽車で初めて乗用車(乘龙6400)が生産・販売される。
- 1991年6月 - 自動車の総生産台数が1万台を突破。
- 1997年7月18日 - 柳州汽車の株式を東風汽車が75%、柳州国有資産管理会社が25%を所有し東風柳州汽車有限公司に改名された。
- 1999年5月25日 - 自社初のミニバン、LZ6460が開発される。
- 2001年9月 - 東風風行(フォーシング)ブランドを立ち上げ中国初のMPV、菱智の生産を開始する。
- 2003年7月18日 - 新たに大型トラック/トレーラー、覇龍(Balong)の生産・販売を開始する。
- 2005年 - 中国初のアメリカンスタイルのボンネットトラックを開発、龍卡(Longka)の生産・販売を開始。
- 2005年7月 - 新たに設立した工場が稼働開始。
- 2007年 - ファミリーカー市場へ参入するため景逸 X3の生産・販売を始める。
- 2008年 - TUV安全基準に合格した大型トラックの生産開始。
- 2009年 - 国内初キールフレーム構造のトラックの販売開始。
- 2009年11月17日 - 貨物車の年間生産台数が3万台を突破。
- 2010年 - 自動車の年間生産台数が10万台を達成。売上高が120億元を突破。
- 2015年 - 覇龍及び龍卡を乗龍ブランドへ合併[3]。
- 2019年9月27日 - 自動車の総生産台数が270万台を達成。

## 所有ブランド
|              | 乗用車             | 商用車          |
| ------------ | ------------------ | --------------- |
| 立ち上げ年月 | 2001年9月          | 1991年          |
| ブランド     | 東風風行(Forthing) | 乗龍(Chenglong) |

## 生産エンジン

### ガソリン
| エンジン名     | B18T                                  | B20A                            |
| エンジン型式   | DFMB18T DFMB18T-I                     | DFMB20A DFMB20A-I               |
| シリンダー配置 | 直列4気筒DOHC16バルブターボ           | 直列4気筒DOHC16バルブ           |
| 排気量         | 1,796 cc                              | 1,997 cc                        |
| 圧縮比         | 10.6:1                                | 12.0:1                          |
| 最高出力       | 118 kW（160 PS）/ 5,500 rpm           | 95 kW（129.2 PS）/ 6,000 rpm    |
| 最高トルク     | 240 N·m（24.5 kgf·m）/ 1,500-4,000rpm | 190 N·m（19.4 kgf·m）/ 4,400rpm |
| 生産開始年月   | 2018年3月                             | 2018年4月                       |

### レンジエクステンダー
| エンジン名     | B20Aレンジエクステンダー                                                   |
| エンジン型式   | DFMB20A DFMB20A-I                                                          |
| シリンダー配置 | 直列4気筒DOHC16バルブ                                                      |
| 排気量         | 1,997 cc                                                                   |
| 圧縮比         | 12.0:1                                                                     |
| 最高出力       | エンジン 95 kW（129.2 PS）/ 6,000 rpm モーター 60 kW（81.6 PS）/ 4,500 rpm |
| 最高トルク     | エンジン 190 N·m（19.4 kgf·m）/ 4,400rpm                                   |
| 定格出力       | モーター 45 kW（61.2 PS）/ 3,000 rpm                                       |
| 定格電圧       | 380V (300 - 450V)                                                          |
| 生産開始年月   | 2018年4月                                                                  |

### 注記
1. ↑  五菱汽車工業有限公司(Liuzhou Wuling Automobile Industry)の100%子会社。